# Ејвон (Охајо)
Ејвон (енгл. Avon) град је у америчкој савезној држави Охајо.

## Демографија
По попису из 2010. године број становника је 21.193, што је 9.747 (85,2%) становника више него 2000. године.
| Група             | 2000.          | 2010.          |
| Белци             | 10.998 (96,1%) | 19.072 (90,0%) |
| Афроамериканци    | 82 (0,7%)      | 480 (2,3%)     |
| Азијати           | 118 (1,0%)     | 648 (3,1%)     |
| Хиспаноамериканци | 147 (1,3%)     | 711 (3,4%)     |
| Укупно            | 11.446         | 21.193         |